# Meta Hiltebrand
Meta Hiltebrand (* 8. April 1983 in Bülach) ist eine Schweizer Fernsehköchin, Kochbuchautorin und Gastrounternehmerin.

## Leben und Ausbildung
Meta Hiltebrand wurde in Bülach als jüngstes Kind eines Inhabers eines Elektrogeschäftes geboren. Sie hat eine acht Jahre ältere Schwester und einen sechs Jahre älteren Bruder. Meta Hiltebrand besuchte eine Kochschule in Zürich und absolvierte ihre Lehre in den Zürcher Restaurants Rigihof und Bauhaus. Sie wurde von Fabio Codarini, Lehrmeister und Küchenchef des Restaurants Rigihof, und von Patrick Buser, Küchenchef im Widder Hotel und des Château Mosimann, ausgebildet. Später kochte sie für den VIP Club Haute und für das Monte Primero Münsterhof in Zürich.

## Berufliche Laufbahn
Meta Hiltebrand war bis Ende 2010 Fernsehköchin in der Sendung kochen.tv von TeleZüri. 2011 eröffnete sie das Lokal Meta's Kutscherhalle in Zürich, das sie 2015 verkauft hat. 2013 übernahm sie das Restaurant Le Chef des 2012 verstorbenen Gastrounternehmers Fred Tschanz.
Im Februar 2016 trat sie in der VOX-Show Kitchen Impossible als Kochgegnerin von Tim Mälzer an und gewann. Im Februar 2017 duellierte sie sich in einer weiteren Folge der Show mit Tim Raue, gegen den sie verlor. In der Kochshow Grill den Profi war sie in einer Folge Profi-Koch, und gelegentlich tritt sie als Jurorin in der ZDF-Kochshow Die Küchenschlacht auf. Seit 2019 ist sie regelmäßig in der Sendung Essen & Trinken für jeden Tag auf RTLplus zu sehen. Hiltebrand ist Jurorin in der TV-Sendung Die Promi Griller im Schweizer Fernsehen. In der deutschen Version des internationalen Kochshow-Formats MasterChef (Sky One) hatte sie 2019 einen Gastauftritt in der dritten Staffel. Im Spin-off MasterChef Celebrity gehörte sie 2020 zusammen mit Nelson Müller und Ralf Zacherl zur dreiköpfigen Jury.
2022 und 2023 gestaltete sie zusammen mit Johann Lafer Das große SWR3 Grillen.

## Kochbücher
- Meta kocht. Walde + Graf, Zürich 2011, ISBN 978-3-03774-022-4.
- Meta kocht! Ohne Wenn und Aber. Gräfe und Unzer, München 2018, ISBN 978-3-8338-6395-0.[11]